# The Avenger
The Avenger es el segundo álbum de estudio de la banda de death metal melódico Amon Amarth, lanzado por Metal Blade Records el 2 de septiembre de 1999. También fue lanzado como una versión digipak, que contiene una pista adicional de la canción principal de su primera maqueta, Thor Arise. Más tarde, Metal Blade Records relanzó el álbum en 2005, limitada a 500 ejemplares contados a mano. La alineación del álbum ha continuado hasta la actualidad. Una edición de lujo fue lanzada en 2009 que incluía el álbum remasterizado por Jens Bogren, y un CD extra del álbum original interpretada en vivo en su totalidad en Bochum, Alemania.

## Lista de canciones
1. «Bleed for Ancient Gods» - 4:31
2. «The Last with Pagan Blood» - 5:39
3. «North Sea Storm» - 4:56
4. «Avenger» - 7:11
5. «God, His Son and Holy Whore» - 4:00
6. «Metalwrath» - 3:50
7. «Legend of a Banished Man» - 6:05
8. «Thor Arise» - 5:07

## Créditos
- Johan Hegg - voz
- Olavi Mikkonen - guitarra
- Johan Söderberg - guitarra
- Fredrik Andersson - batería
- Ted Lundström - bajo